# Сей (видавництво)
«Сей» (фр. Les Éditions du Seuil, від seuil — «поріг») — французьке видавництво, засноване в 1935 році. Одне з найпотужніших інтелектуальних видавництв Франції разом з видавництвами «Ґаллімар» і «Ґрассе».

## Історія
У 1935 році видавництво засноване Анрі Себерґом, який невдовзі тяжко занедужав і в 1937році передав справу Жану Барде та Полю Фламану. «Сей» мало стати видавництвом інтелектуального й католицького спрямування, але було відкрите до всіх напрямків творчості й знання. Великим видавничим успіхом була публікація серії «Дон Камілло» та «Цитатника» Мао Цзедуна. Виторг з цих видань уможливив публікацію багатьох інтелектуальних, але малоприбуткових видань. З 1956 року одним із редакторів видавництва став французький філософ Франсуа Валь. З 1979 року традиції засновників продовжував новий директор Мішель Ходкевич. У 1989 році видавництво очолив Клод Шеркі. У 2004 році видавництво було перекуплене групою «Мартиньєр», а видавничим директором з 2006 року став Дені Жамбар.

## Видавничий профіль
Видавництво опублікувало важливі твори з філософії й соціології, його авторами були Поль Рікер, Жак Лакан, Ролан Барт, П'єр Бурдьє.
У 50-х роках було розбудовано видання художньої літератури: засновано серію «Письмо» (фр. Ecrire) (1956), часописи «Тель Кель» (фр. Tel Quel) et «Шанж» (фр. Change), які були в центрі авангардистських дебатів повоєнної Франції.
1974 року з'явилися перші видання серії «Fiction & Cie». У цій серії публікувалися зокрема член «УЛІПО» Жак Рубо, Ален Флейшер, перекладений французькою Томас Пінчон.
У 1989 році було засновано серію художньої літератури «Бібліотека XX століття» (143 назви на 2009 рік), а в 2000 році — серію «Бібліотека XXI століття»
Примітними авторами видавництва були також Філіпп Соллерс, Едґар Морен, Моріс Женевуа.